# Безоаров козел
Безоаровият козел (Capra aegagrus), известен още като безоаров козирог, брадат козирог или егагър, се смята за дивия предшественик на домашната коза (Capra hircus или Capra aegagrus hircus). В някои източници се определя и като дива разновидност на козата: Capra hircus aegagrus; или като подвид Алпийски козирог: Capra ibex aegagrus. Спорове се водят и около класификацията на дивите козли от остров Крит (Capra aegagrus creticus). Напоследък битува мнението, че те са по-скоро вторично подивели домашни кози, отколкото местни безоарови козли.

## Разпространение
Безоаровият козел се среща във високопланинските райони на Предна Азия: от Пакистан и Афганистан в Иран и Кавказкия регион (Армения, Азербайджан, Грузия, Южна Русия), до Югозападна Турция. През древността се е срещал и в пределите на България.

## Обща характеристика
Дължина на тялото 120 – 160 cm, височина в холката 70 – 100 cm. Мъжките имат характерна дълга черна брада и големи, извити дъговидно и леко встрани рога. Окраската на безоаровия козел е кафеникава, с характерна черна ивица през плещите и отстрани на корема. Предните страни на краката и опашката също са черни, а задните страни на краката и корема – бели. Около очите, на шията и отстрани на тялото има характерни светли области.
Безоаровите козли се срещат в скалисти високопланински райони, но понякога слизат и по гористите склонове. Избягват райони със засилено човешко присъствие. Мъжките обикновено живеят сами, а женските се събират с малките си на неголеми стада (до 15 животни). Излизат на паша рано сутрин и привечер, а през деня си почиват в скални ниши или пещери с добра видимост към околността.

## Подвидове
- Capra aegagrus aegagrus – Безоаров козел
- Capra aegagrus blythi – Синдски див козел
- Capra aegagrus chialtanensis – Чилтански див козел
- Capra aegagrus cretica – Критски див козел
- Capra aegagrus hircus – Домашна коза
- Capra aegagrus pictus – Цикладски див козел
- Capra aegagrus turcmenica – Туркменски див козел

## Природозащитен статус
Безоаровият козел е вписан в Червения списък на световнозатрашените видове на IUCN като уязвим вид.